# 真木花藻
真木 花藻（まき はなも、？ - 永禄12年（1569年））は、三河国宝飯郡の16世紀の女性。「華藻」とも書く。両親の姓名は不詳。越後長岡藩主牧野氏・信濃国小諸藩主牧野氏の上級家臣であった槙氏・真木氏の先祖の一族。
牛久保城に仕えていた女中。夫の死を悲しみ井戸に身を投げて自害したことで、愛知県豊川市の郷土史に有名な人物である。

## 概要
『牛窪記』によると、花藻・忍の2人の美しい女中が牛久保城にいたというが、牛久保古城であった可能性が高い（詳細は牛久保城を参照のこと）。牛久保城は、愛知県豊川市のJR牛久保駅近くにあった。
花藻は、牛久保城主・牧野出羽守保成の給仕の女中であったが、真木又次郎と恋に落ち、牛久保城下の観音堂の縁日に人混みに紛れて、2人で出奔・駆け落ちをした。この観音堂の観世音菩薩は、奈良県桜井市の古刹・真言宗豊山派総本山長谷寺・本尊の観世音菩薩と同木で作られたもので、真木宗成が三河・牛久保に持ち帰ったものである。御利益が高いとされ、かつて牧野家の守本尊の一つであったとされる。この観音堂は現存していないが、仏像は豊川市の長谷寺にいまも安置されている。手の部分が壊れて、原型を充分にとどめない形で修復がなされているため、文化財的な価値は高くない。
永禄6年（1563年）3月・牧野出羽守保成は、駿府の戦国大名・今川氏のため、徳川家康と合戦に及び敗れて切腹した（異に討ち死にしたとあり）。真木又次郎と花藻の帰参の子細は明らかでないが、牛久保城主は今川派の牧野出羽守保成から、徳川派の牧野成定・康成に交代していた。真木又次郎は永禄12年（1569年）11月、遠江国浜名郡に、一向一揆鎮圧のため山本帯刀らと共に出陣したが、籠所の兵に不意に襲われて深手を負った。親友の岩瀬林之助に介助されて辛うじて帰陣したが、まもなく戦傷死した。花藻はこれを見て、井戸に投身自殺を図った。『牛窪密談記』は、このときの花藻の様子を「狂人のようになりて」と、著述している。この恋愛物語は、『牛窪記』に詳述されている。
花藻が自害した井戸は、長く古井戸と呼ばれ、江戸時代には小字（コアザ）として地名となっていた。古井戸の所在は、現在の豊川市金屋橋町北部であり、その井戸そのものは豊川市役所の西側にあったという。2人の墓地は、『三河国宝飯郡誌』や『牛窪記』には一本松にあったとされるが、愛知県営牛久保住宅の造成のため改葬された（以上、真木氏末裔及び、地元古老からの聞き取り、喜多むめ所蔵文書）。
真木又次郎・花藻、そして岩瀬林之助・忍（林之助が妻）の四柱を祀った施設として、能仁堂がある。